# Ponticola platyrostris
Ponticola platyrostris és una espècie de peix de la família dels gòbids i de l'ordre dels perciformes que es troba a la mar Negra.
Els mascles poden assolir els 22,5 cm de longitud total.